# João José Gomes
João José Gomes (Lisboa, 1895 - 19 de Junho de 1968) foi um professor e escultor português.

## Biografia

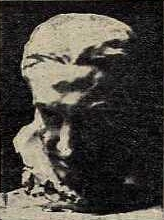
Escultura O Modernista de João José Gomes, apresentada no Salão Bobonne em 1924.

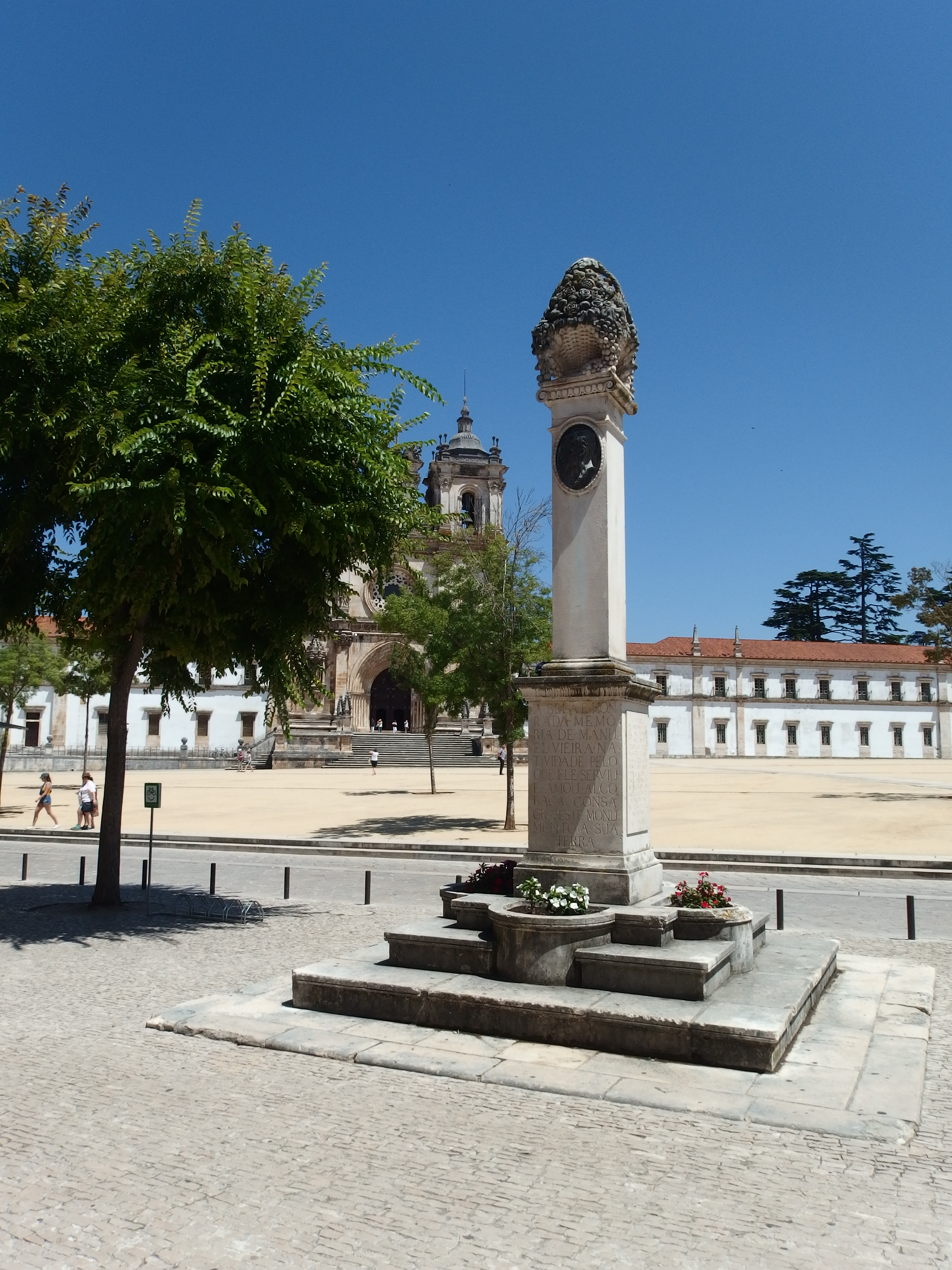
Monumento a Manuel Vieira Natividade, em Alcobaça.

### Nascimento e formação
João José Gomes nasceu em 1895, na cidade de Lisboa.
Frequentou a Escola Superior de Belas-Artes do Porto, onde se formou com distinção no Curso Superior de Escultura, tendo elaborado, ainda durante os seus estudos, o monumento à memória do arqueólogo Manuel Vieira Natividade.

### Carreira profissional e artística
João José Gomes foi um dos decoradores do Pavilhão de Portugal na Exposição Contemporânea no Rio de Janeiro, no Brasil, em 1922, onde expôs algumas das suas peças, embora tenha sido impedido de apresentar a escultura Antropopitecus, que seria posteriormente mostrada com sucesso em Lisboa. Entre Março e Abril de 1924 expôs várias das suas peças de escultura no Salão Bobonne, em Lisboa. Nesta altura, algumas das suas principais peças eram A Crucificada, representando uma figura feminina pregada a uma cruz, A Vénus Moderna, de uma rapariga num véu transparente, e os bustos Modesta, Minha Avó e O Modernista. Também se destacou como desenhador, tendo apresentando a obra Pequeno Húngaro e vários croquis. Também esteve presente no Pavilhão Português na Exposição Colonial de Paris, em 1931, com a sua obra Preta da África Oriental.
Concorreu no concurso para a estátua de homenagem a Camilo Castelo Branco em Lisboa, com a sua maqueta Génio de Desgraça, mas ficou em segundo lugar, tendo sido escolhido o escultor Anjos Teixeira. Concorreu igualmente para o monumento ao Infante D. Henrique em Sagres, e para a estátua de Gil Eanes em Lagos, no Algarve. Foi responsável pelo medalhão com a efígie do escritor João de Deus, colocado em 1939 na Escola Comercial e Industrial de Silves, e nesse ano fez o projecto para ao monumento aos Mortos da Grande Guerra em Faro. Também elaborou os medalhões funerários para o  empresário André Luís Bós e o médico Francisco Vieira, tendo este último sido colocado igualmente na sede do Silves Futebol Clube. Em 1955, fez uma cópia de uma escultura de madeira na Igreja de São Sebastião em Lagos, para ser colocada na Igreja da Irmandade de Nossa Senhora da Glória, na cidade de São Paulo, no Brasil. Integrou-se na Sociedade de Belas Artes, tendo apresentado a sua obra Asas no II Salão de Outono, e mostrado várias peças na 24.ª Exposição de Pintura, Escultura e Arquitectura, onde foi premiado pela escultura Intelecto Arte.
Começou a sua carreira no ensino em 1926, como professor provisório no Liceu Camões, em Lisboa. Em 1929 foi transferido para Moçambique, para assumir a posição de director na Escola de Artes e Ofícios em Maxixe. Regressou depois a Portugal, onde ensinou na Escola Industrial Vitorino Damásio em Lagos Foi professor agregado no Liceu D. João de Castro, em Lisboa, na Escola Industrial do Porto, numa escola em Oliveira de Azeméis, e na Escola Industrial e Comercial João de Deus, em Silves, onde foi nomeado em 1933 como professor, e alcançou a posição de director entre 1934 e 1955. Nesse ano, foi integrado na Escola Emídio Navarro como professor de desenho, onde permaneceu até ser aposentado em 1966. Como professor, destacou-se pelos métodos inovadores que utilizava para ensinar.
Também ocupou a posição de vereador na Câmara Municipal de Silves entre 1938 e 1940.

### Falecimento e família
João José Gomes faleceu na cidade de Lisboa, em 19 de Junho de 1968.
Casou com Natália Mena Gomes, e foi pai de Maria Isabel e Maria José Mena Gomes, e de Luís, Ernesto, João, Rogélio, Joaquim Jorge e José António Mena Gomes.

## Homenagens
O realizador José Carlos Abrantes produziu a curta metragem E a Semente Ficou em homenagem a João José Gomes, que concorreu no 3.º Festival de Vídeo do Algarve.

## Obras publicadas
- Da Arte e da Verdade (1923)
- Livro Branco da Revelação (1928)